# Kreuzauffindung (Glaadt)

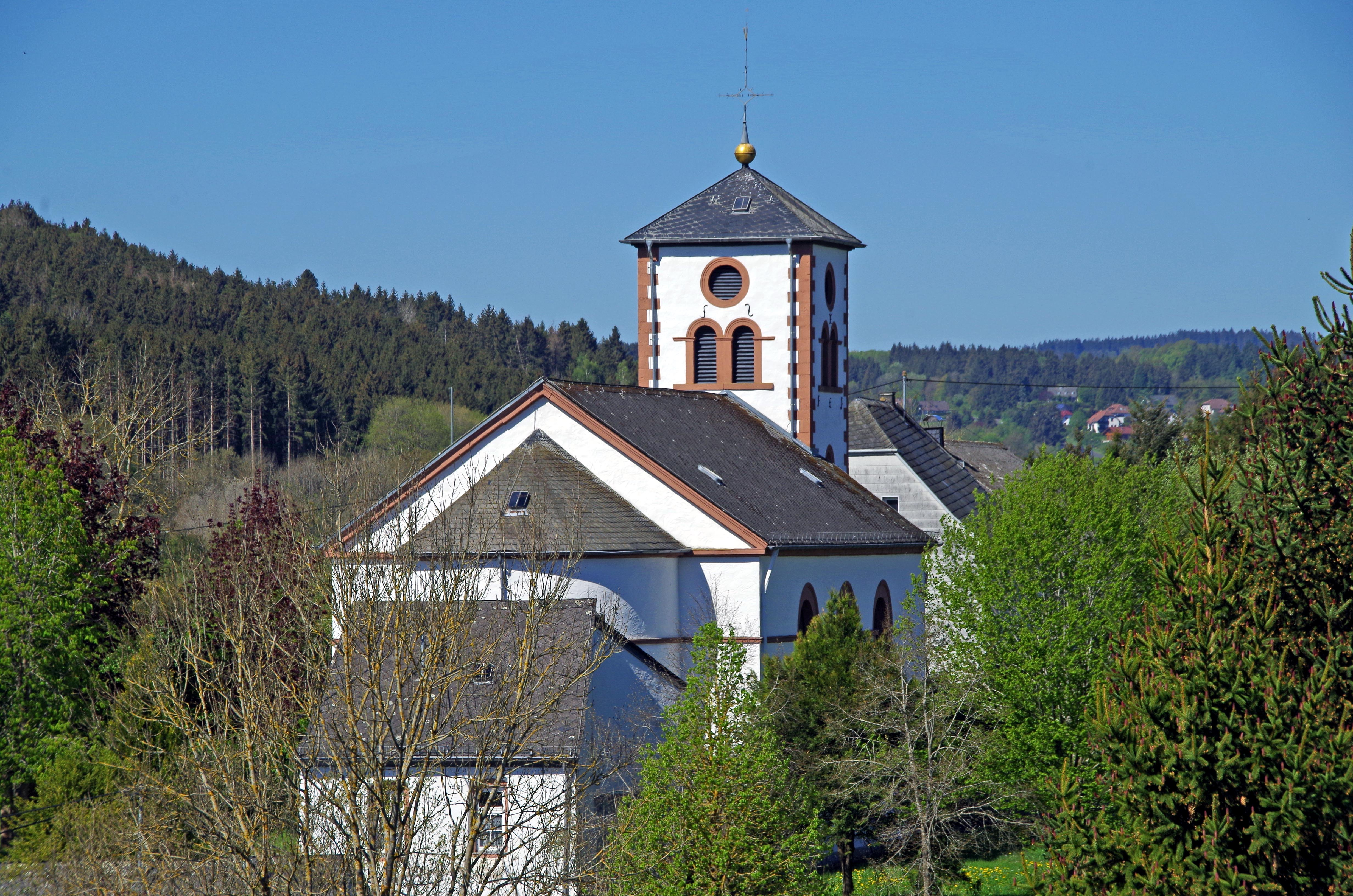
Kreuzauffindung (Glaadt)

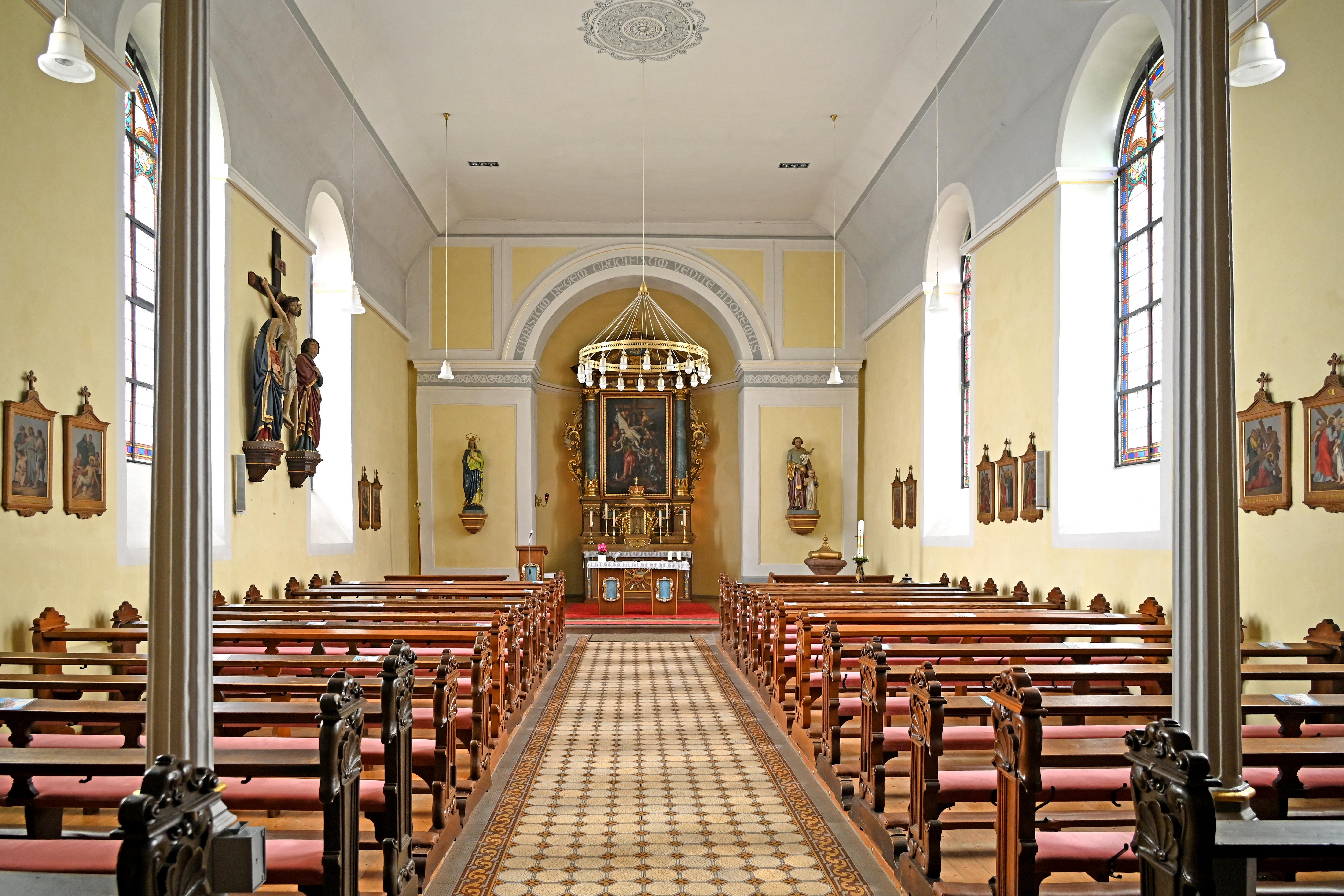
Innenraum mit Blick zum Altar

Die Kirche Kreuzauffindung (auch: Heilige Kreuzauffindung) ist eine römisch-katholische Pfarrkirche in Glaadt, Ortsteil von Jünkerath im Landkreis Vulkaneifel in Rheinland-Pfalz. Die Kirche gehört zur Pfarreiengemeinschaft Obere Kyll im Pastoralen Raum Adenau-Gerolstein im Bistum Trier.

## Geschichte
Salentin Ernst Graf von Manderscheid-Blankenheim (1630–1705), Vater des Erzbischofs Johann Moritz Gustav von Manderscheid-Blankenheim, ließ 1666 den Ort Glaadt, der nur 93 Einwohner zählte, zur selbständigen Pfarrei erheben. 1677 stiftete er den Bau einer Kirche. Ende des 19. Jahrhunderts kam es zu einem Neubau. Patrozinium der Kirche ist die Kreuzauffindung.

## Ausstattung
Der Hochaltar von 1677 stammt aus der Vorgängerkirche.